# Anatol Afoote Afotuku
 Anatol Afoote Afotuku (né à Lifanga le 11 juillet 1974) est un homme politique de la République démocratique du Congo et député national, élu de la circonscription de Djolu dans la province de la Tshuapa,.

## Biographie
L'honorable Anatol Afoote, il est né à lifanga dans la province de Tshuapa le 11 juillet 1974, élu député national au compte du parti politique politique PPRD, dans le territoire de Djolu.